# Back by Popular Demand
Albums de Kurtis Blow
Kingdom Blow
(1986) Just Do It
(2008)
Back by Popular Demand est le septième album studio de Kurtis Blow, sorti en 1988.
L'album s'est classé 84e au Top R&B/Hip-Hop Albums.

## Liste des titres
| No  | Titre                                                           | Contient un (des) sample(s) de | Durée |
| --- | --------------------------------------------------------------- | --- | ----- |
| 1.  | Back By Popular Demand (featuring Marley Marl – scratches)      | Give It Up or Turnit a Loose (Remix) de James Brown | 5:25  |
| 2.  | Only the Strong Survive                                         | | 6:01  |
| 3.  | I'm True to This                                                | Think (About It) de Lyn Collins Super Bad de James Brown | 3:25  |
| 4.  | Get On Up                                                       | Get Up, Get Into It, Get Involved de James Brown | 2:23  |
| 5.  | Suckers in the Place (featuring DJ Bilal et Tony G – scratches) | Soul Power de James Brown Scratchin' de The Magic Disco Machine AJ Scratch de Kurtis Blow                                                                       | 4:41  |
| 6.  | Love Don't Love Nobody                                          | | 4:08  |
| 7.  | Still on the Scene                                              | Strawberry Letter 23 des Brothers Johnson Get Up (I Feel Like Being a) Sex Machine de James Brown Tutti Frutti de Little Richard Funky President de James Brown | 4:32  |
| 8.  | Express Yourself                                                | | 3:50  |
| 9.  | Blue Iguana                                                     | | 3:57  |
| 10. | I'm Feelin' Good                                                | | 6:10  |